# Мюуря, Йоонас
Йоонас Мюуря (фин. Joonas Myyrä; 13 июля 1892 — 22 января 1955) — финский легкоатлет, олимпийский чемпион.
Йоонас Мюуря родился в 1892 году в Савитайпале (Великое княжество Финляндское). В 1912 году он принял участие в Олимпийских играх в Стокгольме, но там стал лишь восьмым в метании копья. В 1920 году на Олимпийских играх в Антверпене он, несмотря на нанесённое другим участником случайное ранение, завоевал золотую медаль в метании копья; также он принял участие в соревнованиях по метанию диска и легкоатлетическом пятиборье, но в них не смог добиться медалей. В 1924 году на Олимпийских играх в Париже он вновь завоевал золотую медаль в метании копья.
Впоследствии Йоонас Мюуря эмигрировал в США, и больше не возвращался на родину.